# Previsão afetiva
Previsão afetiva (também conhecida como predição afetiva, previsão hedônica ou mecanismo de previsão hedônica) é a previsão do afeto (estado emocional) de alguém no futuro. Como um processo que influencia preferências, decisões e comportamento, a previsão afetiva é estudada por psicólogos e economistas, com amplas aplicações.

## História
Daniel Kahneman e Jackie Snell começaram a pesquisar previsões hedônicas no início da década de 1990, examinando seu impacto na tomada de decisões. O termo "previsão afetiva" foi posteriormente cunhado pelos psicólogos Timothy Wilson e Daniel Gilbert. As primeiras pesquisas tendiam a se concentrar exclusivamente na medição de previsões emocionais, enquanto estudos subsequentes começaram a examinar a precisão das previsões, revelando que as pessoas são surpreendentemente péssimos juízes de seus futuros estados emocionais. Por exemplo, ao prever eventos como ganhar na loteria podem afetar sua felicidade, as pessoas tendem a superestimar os sentimentos positivos futuros, ignorando os vários outros fatores que podem contribuir para seu estado emocional fora do evento único da loteria. Alguns dos vieses cognitivos relacionados a erros sistemáticos em previsões afetivas são focalismo, lacuna de empatia e viés de impacto.

## Aplicações
Embora a previsão afetiva tradicionalmente tenha atraído mais atenção de economistas e psicólogos, suas descobertas, por sua vez, geraram interesse em uma variedade de outros campos, incluindo pesquisas sobre felicidade, direito e saúde. Seu efeito na tomada de decisões e no bem-estar é de particular interesse para os organizadores de políticas e analistas nessas áreas, embora também tenha aplicações na ética. Por exemplo, a tendência de subestimar nossa capacidade de nos adaptarmos a eventos de mudança de vida levou teóricos jurídicos a questionar os pressupostos por trás da compensação por danos ilícitos. Economistas comportamentais incorporaram discrepâncias entre previsões e resultados emocionais reais em seus modelos de diferentes tipos de utilidade e bem-estar. Essa discrepância também preocupa os analistas de saúde, já que muitas decisões importantes de saúde dependem das percepções dos pacientes sobre sua qualidade de vida futura.

## Visão geral
A previsão afetiva pode ser dividida em quatro componentes: previsões sobre a valência (ou seja, positivas ou negativas), as emoções específicas experimentadas, sua duração e sua intensidade. Embora possam ocorrer erros em todos os quatro componentes, a pesquisa indica de forma esmagadora que as duas áreas mais propensas a distorções, geralmente na forma de superestimação, são a duração e a intensidade. A negligência imunológica é uma forma de viés de impacto em resposta a eventos negativos, em que as pessoas não conseguem prever o quanto seu sistema imunológico psicológico acelerará sua recuperação. Em média, as pessoas são bastante precisas em prever quais emoções sentirão em resposta a eventos futuros. No entanto, alguns estudos indicam que prever emoções específicas em resposta a eventos sociais mais complexos leva a uma maior imprecisão. Por exemplo, um estudo descobriu que, embora muitas mulheres que se imaginam enfrentando assédio de gênero prevejam sentimentos de raiva, mas na realidade, uma proporção muito maior relata sentimentos de medo. Outra pesquisa sugere que a precisão da previsão afetiva é maior para o afeto positivo do que para o negativo, sugerindo uma tendência geral de reação exagerada a eventos negativos percebidos. Gilbert e Wilson postulam que isso é resultado de nosso sistema imunológico psicológico.
Enquanto as previsões afetivas acontecem no momento presente, os pesquisadores também investigam seus resultados futuros. Ou seja, eles analisam a previsão como um processo de duas etapas, abrangendo uma previsão atual e um evento futuro. A divisão dos estágios presentes e futuros permite aos pesquisadores medir a precisão, bem como descobrir como os erros ocorrem. Gilbert e Wilson, por exemplo, categorizam os erros com base em qual componente eles afetam e quando entram no processo de previsão. Na fase atual da previsão afetiva, os previsores trazem à mente uma representação mental do evento futuro e predizem como responderão emocionalmente a ele. A fase futura inclui a resposta emocional inicial ao início do evento, bem como os resultados emocionais subsequentes, como por exemplo o desaparecimento do sentimento inicial.
Quando ocorrem erros ao longo do processo de previsão, as pessoas ficam vulneráveis a vieses. Esses vieses impedem as pessoas de preverem com precisão suas emoções futuras. Os erros podem surgir devido a fatores extrínsecos, como efeitos de enquadramento ou intrínsecos, como vieses cognitivos ou efeitos de expectativa. Como a precisão é frequentemente medida como a discrepância entre a previsão atual de um previsor e o resultado final, os pesquisadores também estudam como o tempo afeta a previsão afetiva. Por exemplo, a tendência das pessoas de representar eventos distantes de maneira diferente de eventos próximos é capturada na Teoria do Nível de Interpretação.
A descoberta de que as pessoas são geralmente previsoras afetivos imprecisos foi mais obviamente incorporada em conceituações de felicidade e sua busca bem-sucedida, às conceituações de felicidade e sua busca bem-sucedida, bem como à tomada de decisões entre disciplinas. Descobertas em previsões afetivas estimularam debates filosóficos e éticos, por exemplo, sobre como definir bem-estar. Em um nível aplicado, as descobertas informaram várias abordagens à política de saúde, legislação sobre responsabilidade civil, tomada de decisão do consumidor e medição da utilidade.
Evidências mais recentes e conflitantes sugerem que o viés de intensidade na previsão afetiva pode não ser tão forte quanto a pesquisa anterior indica. Cinco estudos, incluindo uma meta-análise, recuperam evidências de que a superestimação na previsão afetiva se deve em parte à metodologia de pesquisas anteriores. Seus resultados indicam que alguns participantes interpretaram mal questões específicas nos testes de previsão afetiva. Por exemplo, um estudo descobriu que os alunos de graduação tendiam a superestimar os níveis de felicidade experimentados quando os participantes eram questionados sobre como estavam se sentindo em geral com e sem referência à eleição, em comparação com quando os participantes eram questionados sobre como estavam se sentindo especificamente em relação à eleição. Os resultados indicaram que 75%–81% dos participantes fizeram perguntas gerais e as interpretaram mal. Após o esclarecimento das tarefas, os participantes foram capazes de prever com mais precisão a intensidade de suas emoções